# パラ地方
パラ地方（オランダ語: Para）はスリナムの地方のひとつ。首府はオンフェルワハト。
呼び名はパラ川に由来する。

## 隣接行政区画
- ワニカ地方
- コメウィネ地方
- マロウィネ地方
- シパリウィニ地方
- ブロコポンド地方
- コロニー地方
- サラマッカ地方

## 下位行政区画

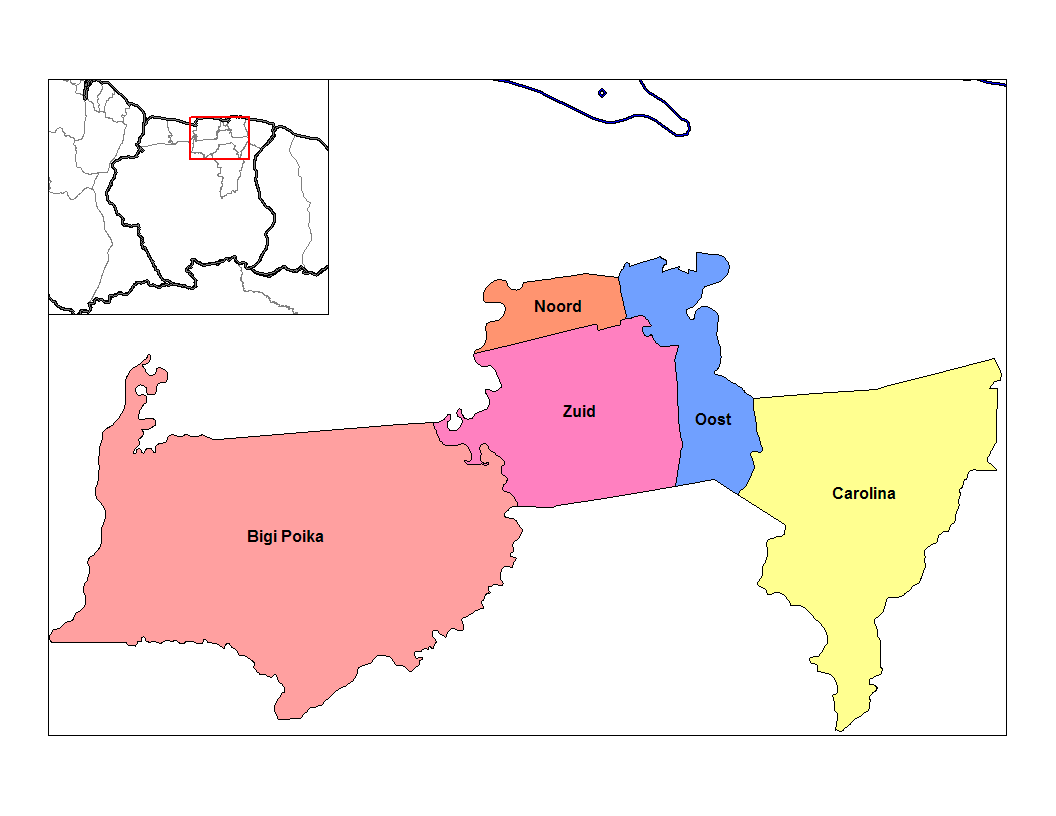
パラ地方のレソート

- ビーギ・ポイカ（英語版）
- カロリーナ（英語版）
- ノールト（英語版）（北パラ・レソート、オランダ語: Noord-Para）
- オースト（英語版）（東パラ・レソート、オランダ語: Oost-Para）
- ザイト（英語版）（南パラ・レソート、オランダ語: Zuid-Para）

## 村
- Berlijn
- Onverdacht
- Onverwacht（オンフェルワハト）
- Republiek
- Zanderij（ザンデライ）

## 交通
- ヨハン・アドルフ・ペンヘル国際空港